# Бабине (Вижницький район)
Ба́бине — село в Вашківецькій громаді, Вижницького району, Чернівецької області України.

## Історія
З 24 серпня 1991 року село входить до складу незалежної України.

## Населення
Згідно з переписом УРСР 1989 року чисельність наявного населення села становила 848 осіб, з яких 387 чоловіків та 461 жінка.
За переписом населення України 2001 року в селі мешкало 787 осіб. 100 % населення вказало своєю рідною мовою українську мову.